# دهه ۱۱۰ (میلادی)
دهه ۱۱۰ (میلادی) دهه یازدهم تقویم میلادی است.

## درگذشتگان
‎